# Aigina (město)
Aígina je řecké město na ostrově Aígina. Administrativně patří do územní jednotky Aígina ostrov v kraji Attika. Má 6 867 obyvatel (v roce 2011) a je hlavním městem ostrova a městským centrem územní jednotky Aígina.

## Geografie

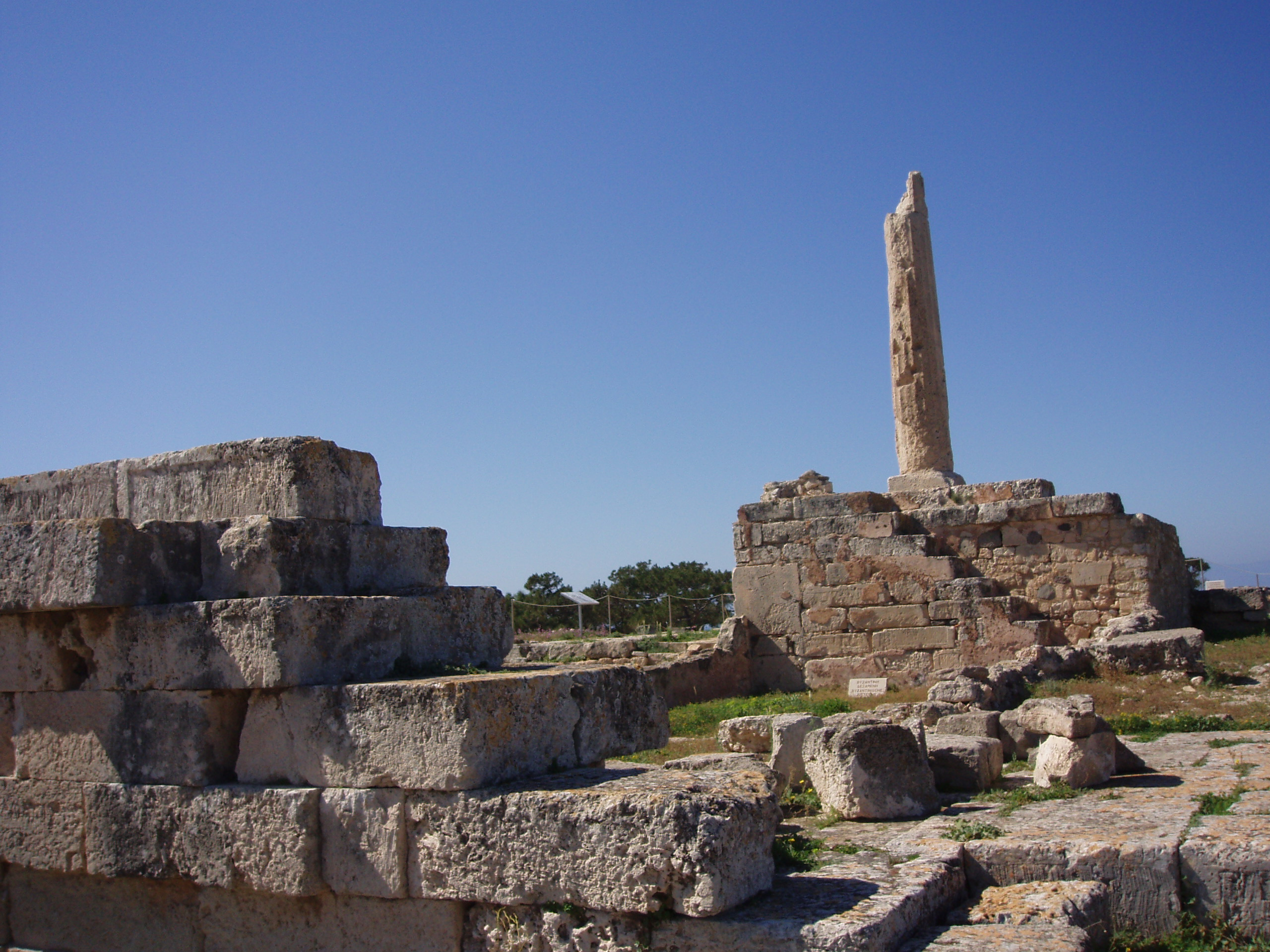
Ruiny se sloupem Apollónova chrámu na pahorku Kolonas

Nachází se na severozápadním pobřeží ostrova Aígina. Je to hlavní přístav na ostrově a má lodní spojení s pevninou do přístavů Pireus nebo Athény. Tvoří také širší městskou komunitu (Δημοτική Κοινότητα Αίγινας, Dimotikí Koinótita Aíginas), která kromě města Aígina zahrnuje i vesnice Anítsaai, Kapótides, Kontós, Kylindrás, Lagoúous, Lousous, Lousous a také klášter Koimíseos Theotókou. Celkový počet obyvatel komunity je 7 253.

## Historie

### Starověk
Starověká Aigina tvořila důležitý polis (městský stát). Jeho centrum se nacházelo na místě dnešního města. Své nejsilnější místo zaujímal ve starověku v období let 600 až 500 před Kristem. Tehdy to byla námořní velmoc a hlavní obchodní město, které obchodovalo po celém východním Středomoří. Kvůli své síle se dostalo do konfliktu s Athénami, umístěnými na protějším pobřeží Attiky. Konflikt se vyostřil koncem 5. století před Kristem. V roce 456 před Kristem Athény Aiginu porazily a přinutili ji vstoupit do Athénského námořního spolku. Město sice později získalo statut nezávislosti, ale už nikdy neobnovilo svou dřívější prosperitu.

### Pozdější historie

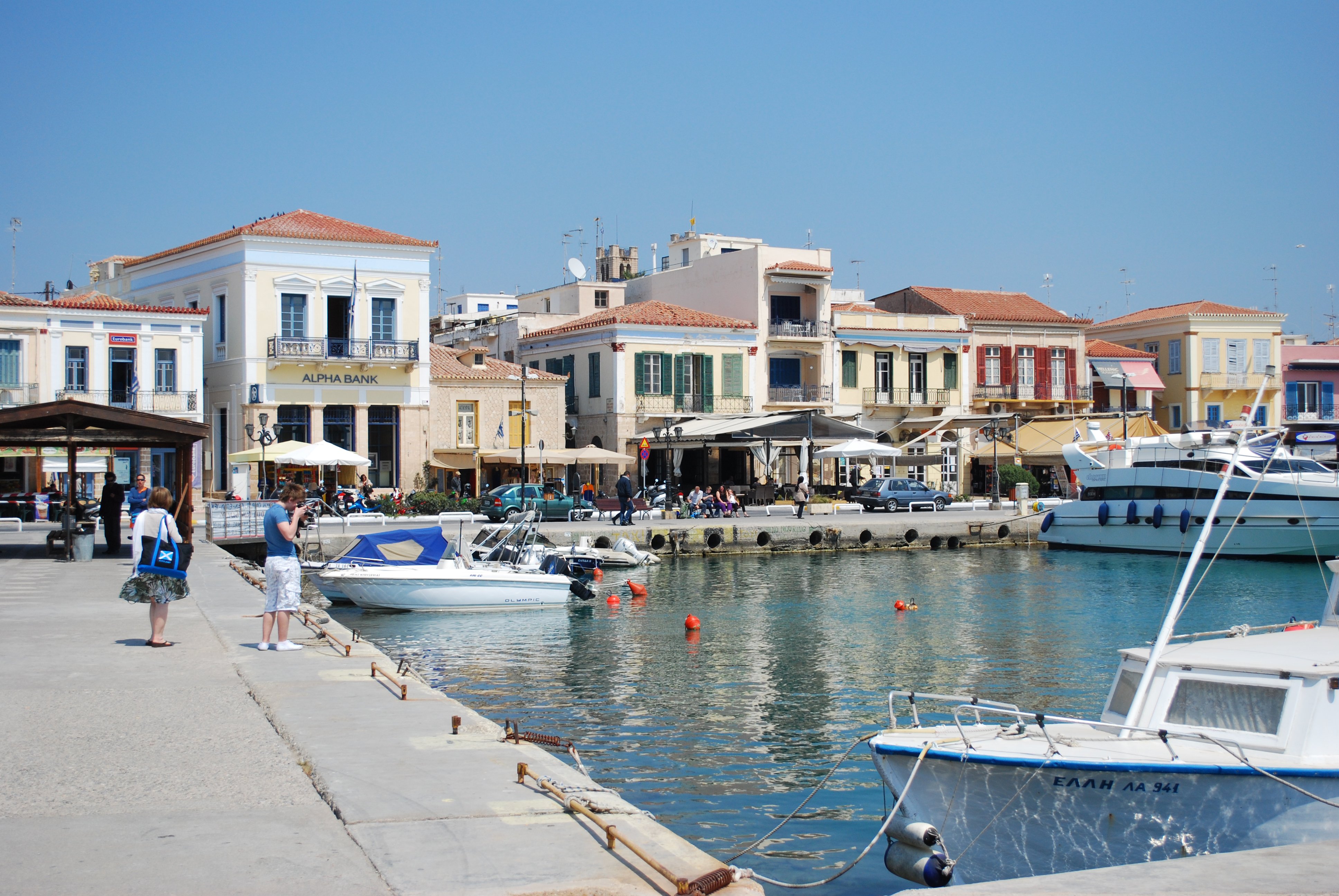
Přístav Aigina

V 9. století bylo město  saracénským arabským útokem zničeno. Jeho obyvatelstvo se stáhlo z pobřeží do vnitrozemí, kde se středověkým centrem ostrova stala Palaiochóra.
Město se rozvíjelo a rozrůstalo od počátku 19. století  kdy se stalo důležitým centrem nezávislého Řecka a mělo  významnou roli v řecké válce za nezávislost proti Osmanům roku 1821. V letech 1827 až 1829 bylo hlavním městem nezávislého Řecka. Vznikla tam také  první moderní střední škola v Řecku. Toto období reprezentují také četné neoklasicistní budovy města.

## Pamětihodnosti
K pamětihodnostem města patří:

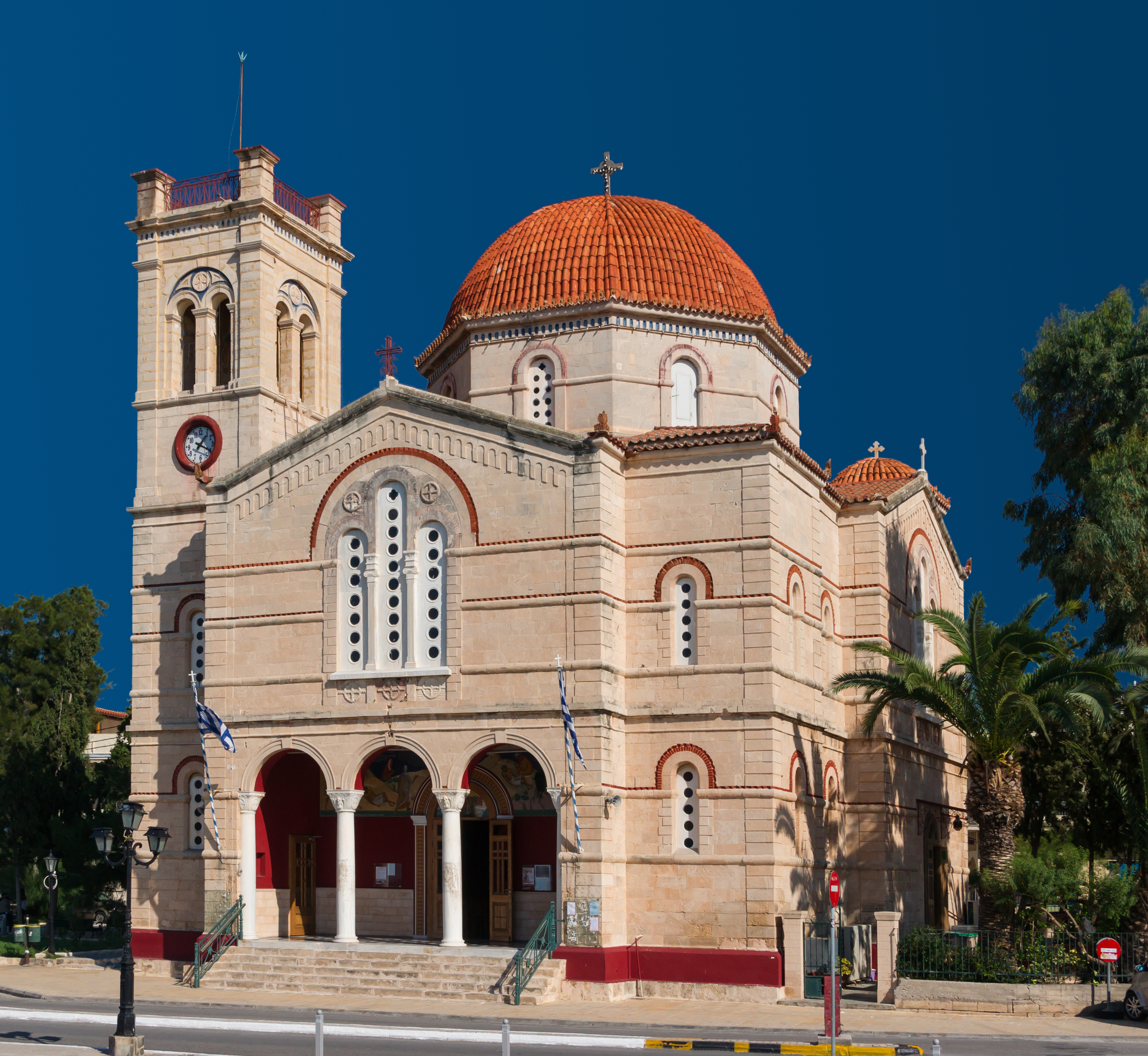
Kostel Nanebevzetí Panny Marie v Aigině

- Ruiny starověkého Apollónova chrámu, jediný zachovaný sloup Apollónova chrámu a okolní archeologické naleziště, známé jako Kolóna

- Kostely. Jedná se o kostel sv. Mikuláše (Ágios Nikólaos) a kostel Nanebevzetí Panny Marie (Eisódia tis Theotókou nebo v řecké ortodoxní církvi Panagítsa). [5]
- Středověká Markellova věž (sídlo řecké vlády na začátku 19. století)
- Vládní dům (Kuverneio – rezidence a hlavní pracoviště Ioannise Kapodistriase, první hlavy státu moderní řecké republiky 1826–1827)
- Mitropoli kostel, postavený v 1806, sloužil jako parlament moderní řecké republiky.
- Katedrála svatého Nektaria s ženským klášterem.
- Archeologické muzeum na kopci Kolonas

## Ostatní
Kopec Kolonas byl Akropolí a náboženským centrem starověkého města.
Archeologický výzkum odhalil přítomnost více než deseti osad z doby bronzové (3000 let před Kristem). Ve stejné oblasti se kromě pozůstatků a sloupu Apollónova chrámu nachází ještě několik budov a základy dvou menších chrámů, chrámu bohyně Artemis a chrámu boha Dionýsa.
V archeologickém muzeu se nachází zachovaná podlahová mozaika synagogy v Aigině.ze 4. století
Vykopávky potvrzují, že existovalo i velké divadlo a stadion, který se nezachoval.
Ve dvoře katedrálního kostela Saint Dionisious v Aigině je škola Eunardio, která bývala učitelskou školou.

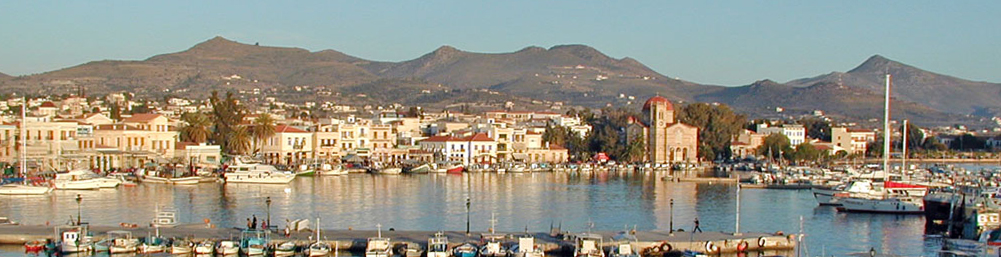
Aigina a přístav

Přístavní město Aigina se skládá převážně ze dvoupatrových neoklasicistních domů. Jeho symbolem se stal sloup Apollónova chrámu, který se na pahorku Kolonas tyčí nad městem. Hospodářský a sociální život se soustřeďuje na pobřežní silnici a v paralelních ulicích. Na přední straně přístavu se širokou promenádou jsou kavárny, bary a restaurace. Zde probíhá společenský život. Rybí trh se nachází přímo mezi tavernami.